# Lars Halapi
Peter Lars-Marton Halapi, född 10 februari 1967 i Ösmo, Stockholms län, är en svensk gitarrist och producent. Han var medlem i Bo Kaspers Orkester från starten till 1996, grundare av gruppen Gloria, gitarrist åt bland andra Olle Ljungström och producent åt bland andra Eskobar, Peter Jöback, Sophie Zelmani och Ulf Lundell. Debuterade 2005 som soloartist med albumet When Your TV Makes You Cry. 2005 och 2006 nominerades Lars Halapi till en Grammis i kategorin Bästa Producent. 2023 nominerades albumet Känslolåtarna - som det känns när det känns med Alva Klum i kategorin Årets barnalbum, som Halapi producerat. Han är sedan 2006 gift med skådespelaren Sanna Persson Halapi.
1995 spelade han en gitarrist i filmen Stora och små män.

## Diskografi

### Studioalbum
- 2005 - When Your TV Makes You Cry

### Med gruppen Gloria
- 1999 - Gloria
- 2003 - People Like You and Me

### Som producent och/eller gitarrist
- Bo Kaspers Orkester - Söndag i sängen (1993)
- Bo Kaspers Orkester - På hotell (1994)
- Sophie Zelmani - Sophie Zelmani (1995)
- Rebecka Törnqvist - Good Thing (1995)
- Bo Kaspers Orkester - Amerika (1996)
- Sophie Zelmani - Precious Burden (1996)
- Ulf Lundell - Män Utan Kvinnor (1997)
- Tomas Andersson Wij - Ebeneser (1998)
- Sophie Zelmani - Time to Kill (1999)
- Tomas Andersson Wij - Ett slag för dig (2000)
- Eskobar - 'Til We're Dead (2000)
- Rebecka Törnqvist - Vad Jag Vill (2003)
- Sophie Zelmani - Sing and Dance (2002)
- Peter Jöback - Gå inte förbi (2002)
- Sophie Zelmani - Love Affair (2003)
- Peter Jöback - Det här är platsen (2004)
- Sophie Zelmani - A Decade of Dreams (2005)
- Eva Dahlgren - Snö (2005)
- Sara Isaksson & Rebecka Törnqvist - Fire in the Hole (2006)
- Eva Dahlgren - Petroleum och Tång (2007)
- Sophie Zelmani - Memory Loves You (2007)
- Sophie Zelmani - The Ocean and Me (2008)
- Emil Jensen - Emil Jensen (2008)
- Sophie Zelmani - I'm the Rain (2010)
- Alva Klum - Känslolåtarna - som det känns när det känns (2022)